# Wiensches Strahlungsgesetz
Das Wiensche Strahlungsgesetz war ein empirischer Versuch von Wilhelm Wien, die von einem Schwarzen Körper ausgesandte thermische Strahlung in Abhängigkeit von der Wellenlänge zu beschreiben. Es gibt das Wiensche Verschiebungsgesetz qualitativ richtig wieder.

## Geschichte
Aufgrund der experimentellen Untersuchungen von Josef Stefan und der thermodynamischen Herleitung durch Ludwig Boltzmann war bekannt, dass die von einem Schwarzen Körper thermisch emittierte Strahlungsleistung mit der vierten Potenz der Temperatur ansteigt (Hauptartikel: Stefan-Boltzmann-Gesetz). Die Verteilung der Strahlungsleistung auf die verschiedenen ausgesandten Wellenlängen war jedoch noch unbekannt.
Wien konnte aufgrund thermodynamischer Überlegungen sein Verschiebungsgesetz ableiten, welches einen Zusammenhang zwischen den Wellenlängenverteilungen bei verschiedenen Temperaturen herstellte:

„Denkt man sich [...] die Energie bei einer Temperatur als Function der Wellenlänge aufgetragen, so würde diese Curve bei geänderter Temperatur ungeändert bleiben, wenn der Maassstab der Zeichnung so geändert würde, dass die Ordinaten im Verhältniss 1/ϑ4 verkleinert und die Abscissen im Verhältniss ϑ vergrössert würden.“

Damit war die Wellenlängenverteilung der Strahlung zwar noch unbekannt, aber es war eine zusätzliche Bedingung gefunden, welcher die reale Wellenlängenverteilung bei einer Temperaturänderung unterliegen musste. Heutzutage spielt diese allgemeine Form des Verschiebungsgesetzes keine Rolle mehr, weil das Plancksche Strahlungsgesetz die spektrale Verschiebung bei Temperaturänderung ganz konkret beschreibt. Lediglich die temperaturbedingte Verschiebung des Strahlungsmaximums, die bereits aus dem Verschiebungsgesetz folgt, hat unter dem Namen Wiensches Verschiebungsgesetz überlebt.
Unter Zuhilfenahme einiger zusätzlicher Annahmen konnte Wien ein Strahlungsgesetz ableiten, welches sich bei Temperaturänderungen so verhält wie vom Verschiebungsgesetz gefordert.

## Definition

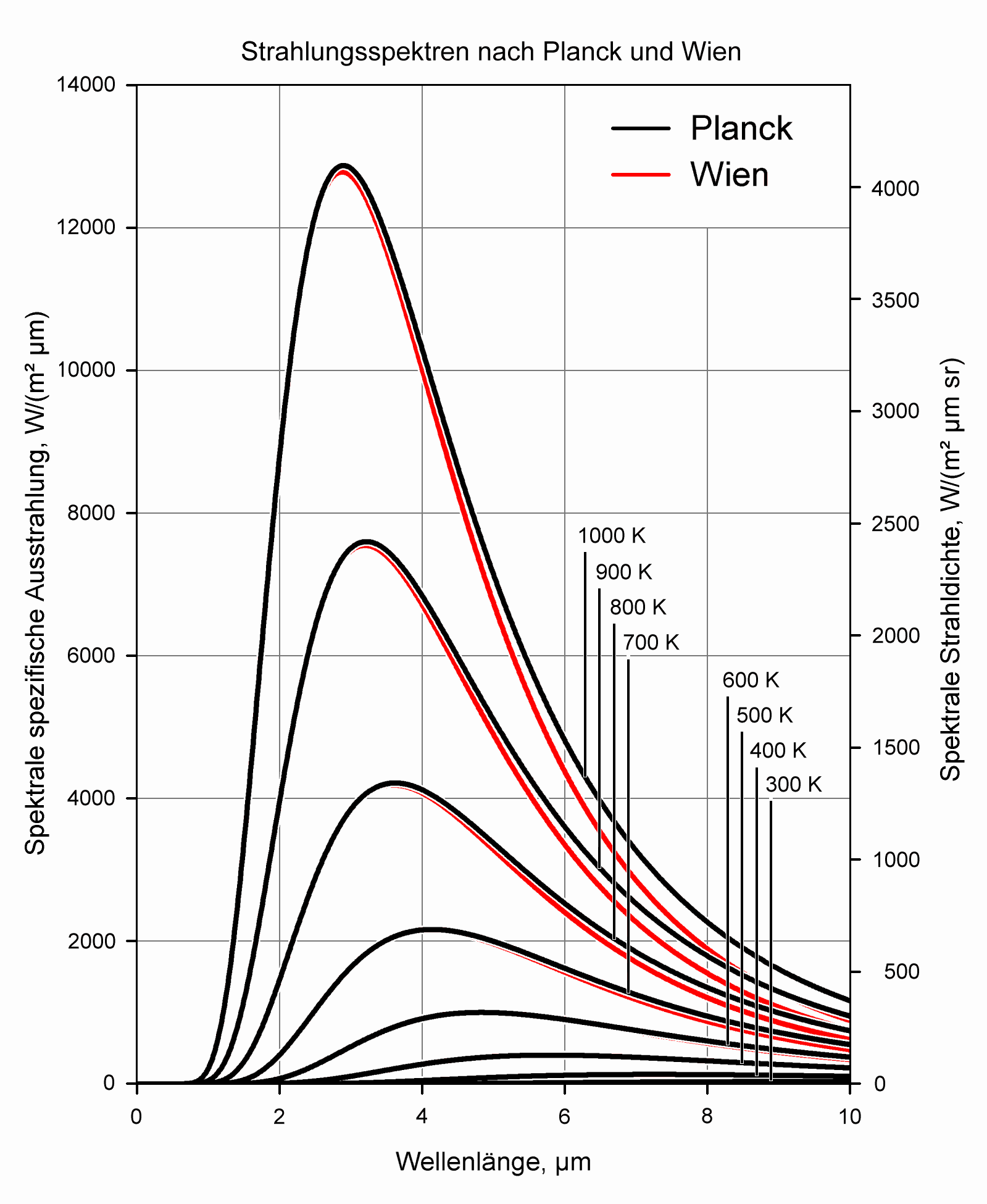
Vergleich des Wienschen und des Planckschen Strahlungsgesetzes

Das Wiensche Strahlungsgesetz lautet:
{\displaystyle \varphi (\lambda )={\frac {c_{1}}{\lambda ^{5}}}\cdot {\frac {1}{\mathrm {e} ^{{c_{2}}/{\lambda T}}}}}
mit
{\displaystyle \varphi (\lambda )}: spektrale spezifische Ausstrahlung
{\displaystyle \lambda }: Wellenlänge
{\displaystyle c_{1}} und {\displaystyle c_{2}}: Erste und Zweite Strahlungskonstante (moderne Schreibweise; Wilhelm Wien verwendete in seiner Originalarbeit die Symbole C und c).
{\displaystyle T}: Thermodynamische Temperatur (Wilhelm Wien schrieb ϑ)
Es besitzt, wie zu erwarten, ein Strahlungsmaximum, liefert aber zu niedrige Werte im langwelligen Bereich, siehe Bild.

## Zusammenhang mit dem Planckschen Strahlungsgesetz
Max Planck korrigierte den o. g. Mangel im Jahre 1900 durch eine geschickte Interpolation zwischen dem Wienschen Strahlungsgesetz (korrekt für kleine Wellenlängen) und dem Rayleigh-Jeans-Gesetz (korrekt für große Wellenlängen). Er fand
{\displaystyle \varphi (\lambda )={\frac {c_{1}}{\lambda ^{5}}}\cdot {\frac {1}{\mathrm {e} ^{{c_{2}}/{\lambda T}}-1}}}
und entwickelte daraus innerhalb weniger Wochen das Plancksche Strahlungsgesetz, was auch als Geburtsstunde der Quantenphysik gilt.
Für kleine Wellenlängen {\displaystyle \lambda } oder kleine Temperaturen {\displaystyle T} (allgemein: für kleine Produkte {\displaystyle \lambda \cdot T}) wird der Exponentialterm im Nenner der planckschen Formel groß gegen Eins:
{\displaystyle \lambda \cdot T\ll 1\,\,\Rightarrow \,\,\mathrm {e} ^{{c_{2}}/{\lambda T}}\gg 1.}
In diesen Fällen kann die Eins gegenüber dem größeren Term vernachlässigt werden:
{\displaystyle \Rightarrow \,\,\mathrm {e} ^{{c_{2}}/{\lambda T}}-1\,\approx \,\mathrm {e} ^{{c_{2}}/{\lambda T}}}
und die plancksche Formel geht in die wiensche Formel über, welche in diesem Sinne als Grenzfall des Planckschen Strahlungsgesetzes betrachtet werden kann.

## Konstanten
Die von Wien angenommenen Konstanten {\displaystyle c_{1}} und {\displaystyle c_{2}} wurden von Max Planck durch die Boltzmann-Konstante {\displaystyle k_{\mathrm {B} }}, die Lichtgeschwindigkeit {\displaystyle c} und die neue Konstante {\displaystyle h} ausgedrückt:
{\displaystyle c_{1}=2\cdot \pi \cdot h\cdot c^{2}}
{\displaystyle c_{2}={\frac {h\cdot c}{k_{\mathrm {B} }}}}.
Die Konstante {\displaystyle h} wird heute als Planck-Konstante bezeichnet.